# Constanze Spieß
Constanze Spieß (* 6. Januar 1975 in Bernburg, Saale) ist eine deutsche Germanistin und Linguistin.

## Leben
Constanze Spieß studierte von 1995 bis 2002 Germanistik und katholische Theologie für das Lehramt an Gymnasien an der Universität Mainz (erstes Staatsexamen). Nach der Promotion 2010 an der Universität Trier war sie von 2010 bis 2015 wissenschaftliche Mitarbeiterin am Germanistischen Institut der Universität Münster, Abteilung Sprachdidaktik. Seit 2019 ist sie Professorin am Institut für Germanistische Sprachwissenschaft an der Philipps-Universität Marburg. Seit 2021 ist sie Sprecherin der Jury des Unworts des Jahres.
Ihre Forschungsschwerpunkte sind Diskurslinguistik (Sprachgebrauch in öffentlich-politischen Diskursen), Sprache und Politik (sprachliche Gewalt, populistischer Sprachgebrauch), Sprache – (Bio-)Medizin – Bioethik, Textlinguistik, Sprache und Kunst und Genderlinguistik.

## Schriften (Auswahl)
Herausgeberschaften:
- 2012 mit Susanne Günthner und Dagmar Hüpper: Genderlinguistik: Sprachliche Konstruktionen von Geschlechtsidentität (= Linguistik – Impulse & Tendenzen. Band 45). De Gruyter, Berlin 2012, ISBN 978-3-11-027290-1 (doi:10.1515/9783110272901; Leseprobe in der Google-Buchsuche).
- 2016 mit Andreas Bittner: Formen und Funktionen: Morphosemantik und grammatische Konstruktion. De Gruyter, Berlin/Boston 2016, ISBN 978-3-11-047849-5 (doi:10.1515/9783110478976; Leseprobe in der Google-Buchsuche).
- 2017 mit Martin Reisigl: Sprache und Geschlecht. Band 1: Sprachpolitiken und Grammatik (= OBST. Osnabrücker Beiträge zur Sprachtheorie. Band 90). Universitätsverlag Rhein-Ruhr, Duisburg 2017, ISBN 978-3-95605-034-3 (Leseprobe; Besprechung).
- 2017 mit Martin Reisigl: Sprache und Geschlecht. Band 2: Sprachliche Praktiken der Geschlechterkonstruktion – Empirische Studien zur Genderlinguistik (= OBST. Osnabrücker Beiträge zur Sprachtheorie. Band 91). Universitätsverlag Rhein-Ruhr, Duisburg 2017, ISBN 978-3-95605-036-7 (Leseprobe).